# Ceratolejeunea cornuta
Ceratolejeunea cornuta là một loài Rêu trong họ Lejeuneaceae. Loài này được (Lindenb.) Schiffner mô tả khoa học đầu tiên năm 1897.